# スパゲッティ

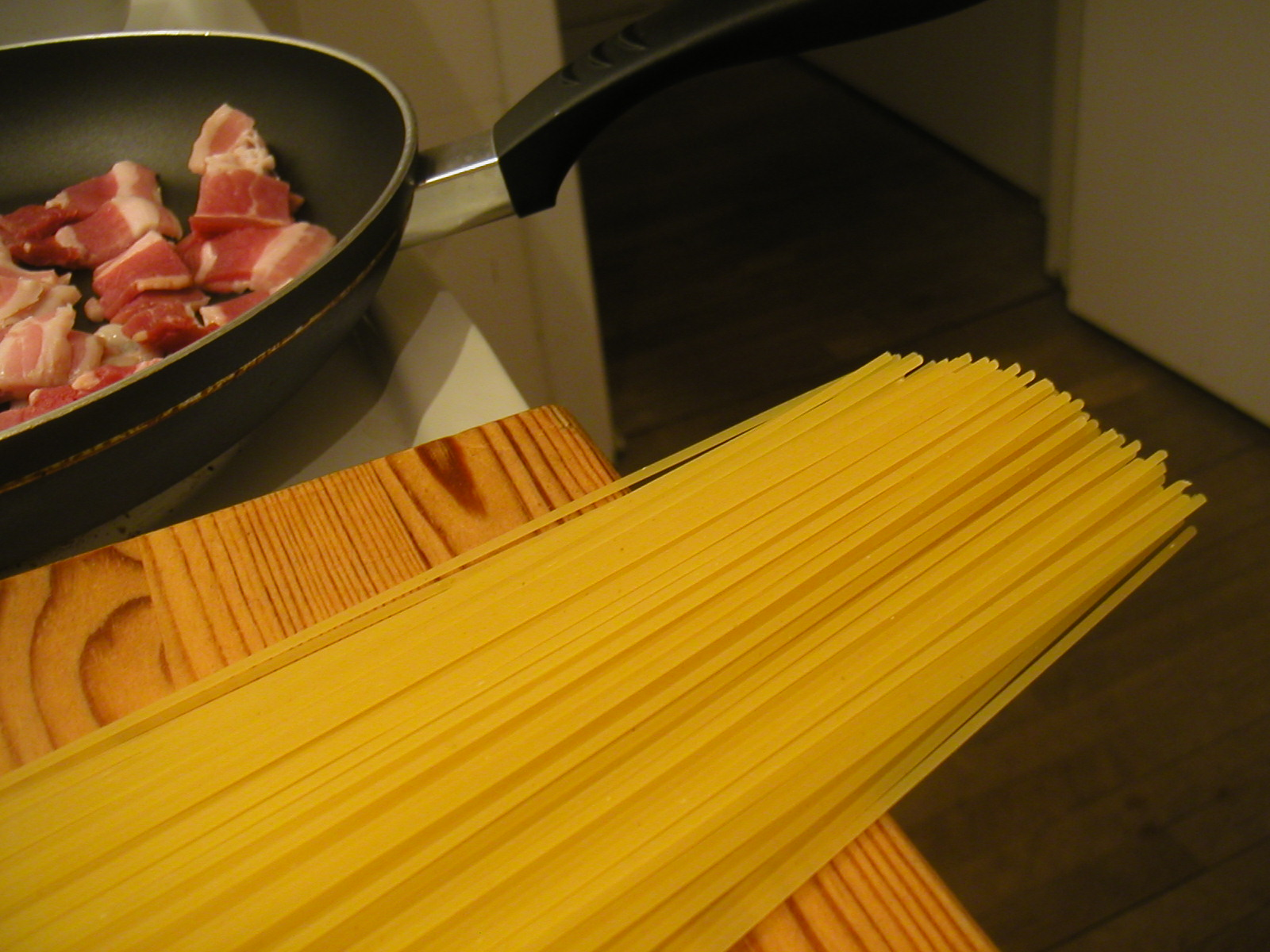
乾麺

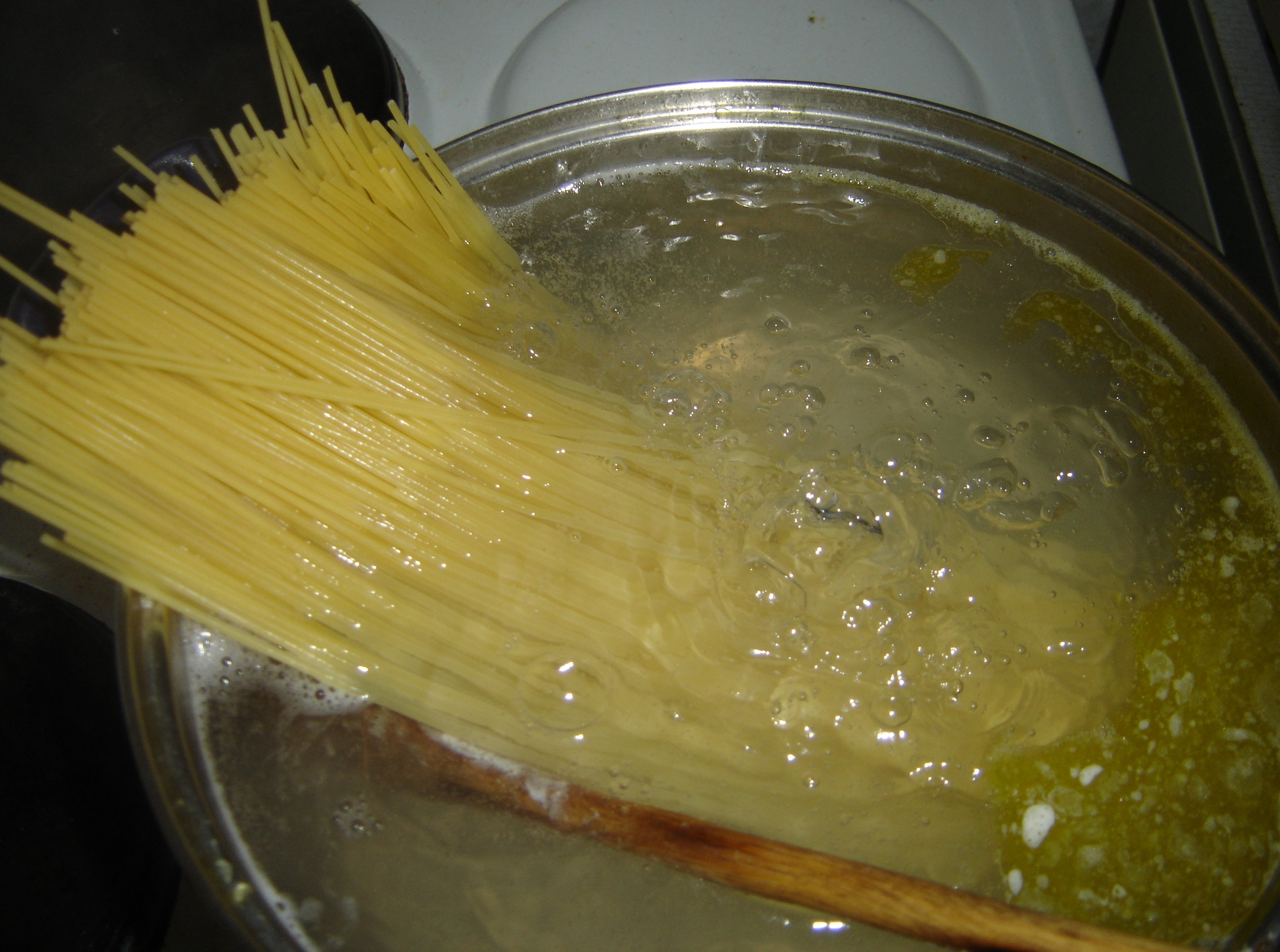
茹でている最中のスパゲッティ

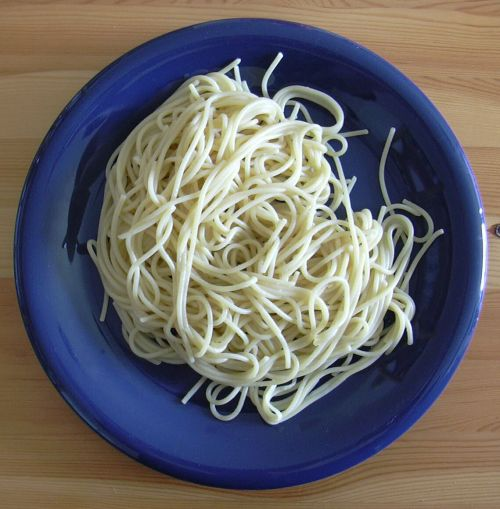
茹でたスパゲッティ

スパゲッティ（スパゲティー、スパゲッティー、スパゲティなどとも、イタリア語: Spaghetti）は、イタリア料理で使われる麺類であるパスタの一種で、断面が円形で、紐（ひも）のように細長いものをいう。イタリアでは太さにより呼び分けられる（後述）。
イタリア本国においては数あるパスタの中で麺の一種を指す代表的なパスタであり、よく食べられているパスタの一つでもある。

## 種類

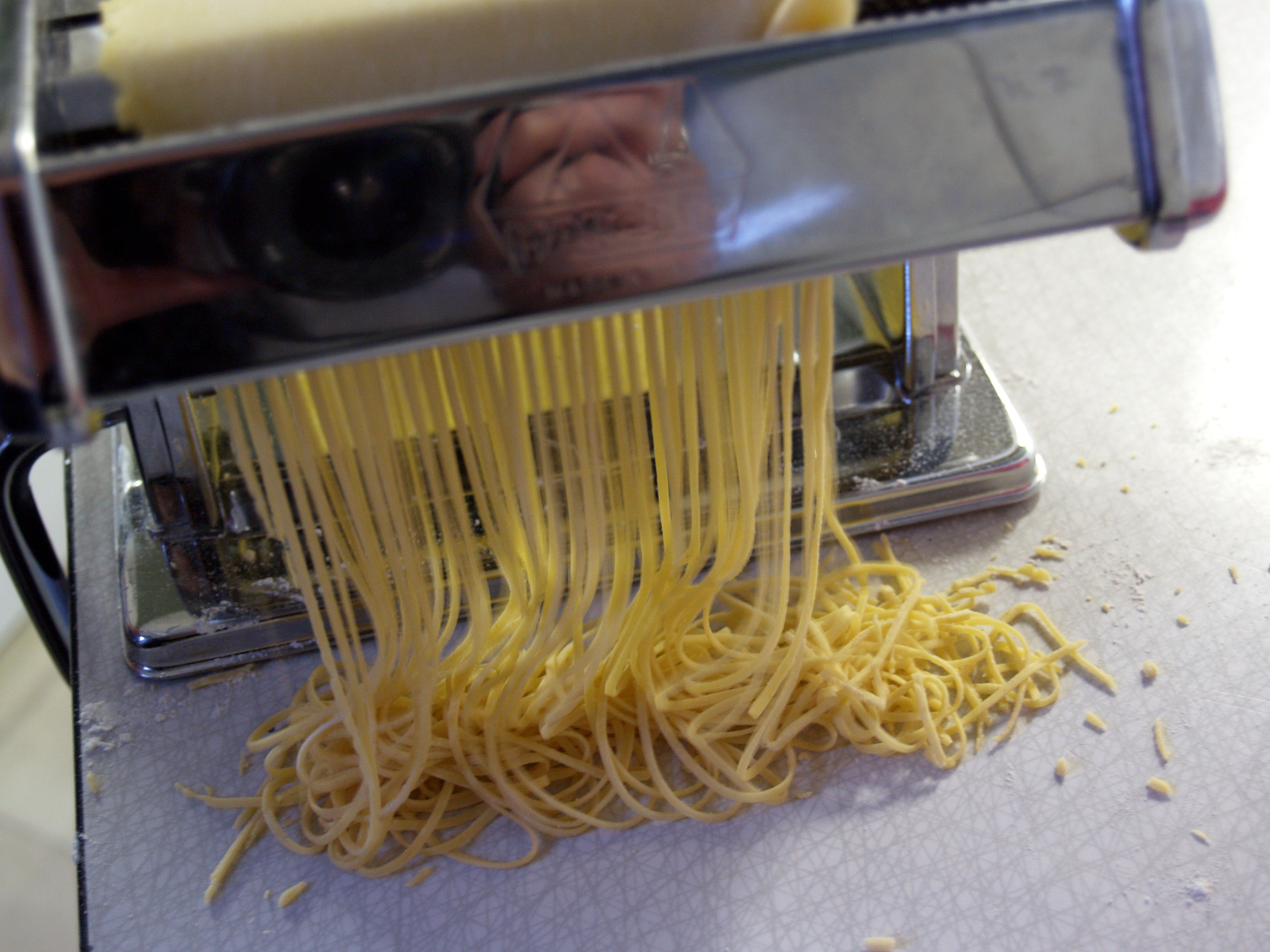
パスタメーカー

スパゲッティ (spaghetti) という語は、紐を意味するイタリア語 spago に縮小辞のついた形 (spaghetto) の複数形である。イタリアでは直径1.9 - 2mm程度のもののみをスパゲッティと呼ぶが、日本においては、断面が正円のロングパスタは太さに関わらずスパゲッティと呼ぶことがある（イタリアのメーカーも、日本輸出向けのパッケージにはSpaghettiと表記している）。
イタリアでは、
- 直径2.3 - 2.5mm前後のものをヴェルミチェッリ(vermicelli)
- 直径2.1 - 2.2mm前後のものをスパゲットーニ (spaghettoni) またはヴェルミチェッリーニ (vermicellini)
- 直径1.9 - 2.0mm前後のものをスパゲッティ
- 直径1.6 - 1.8mm前後のものをスパゲッティーニ (spaghettini)
- 直径1.3 - 1.5mm前後のものをフェデリーニ (fedelini)
- 直径1.3mm未満の物をカペッリーニ (capellini)

と呼び分ける。

なお、ヴェルミチェッリは英語のヴァミセリーに相当する単語だが、英語でヴァミセリーと言うと一般に春雨や素麺のような極細の麺を意味し、アメリカ合衆国の規格では直径0.06インチ（約1.5ミリメートル）以下のパスタを指す。
調理法などについては本項「#スパゲッティ料理」「#日本におけるスパゲッティの歴史」や「パスタ#料理法・ソース」「パスタ#調理」を参照。
小麦粉と食塩の他に、イカスミや唐辛子、ホウレンソウなどを練り込んだスパゲッティもあり、乾麺として市販されている。
乾麺のゆで時間は、直径1.4mm前後で5分、1.6mm前後で8分、1.8mm前後で10分、2.1mm前後で15分程度であるが、一部のメーカーでは乾燥状態での麺の断面を改良して最短でゆであがりを2分としているものもある。ゆでる時には硬水の使用が望ましい。軟水でゆでる場合にはアルペンザルツ（岩塩）やにがりで硬度を補う。日本では調理が簡単なソフトスパゲッティ式めんも製造・販売されている。

## スパゲッティ料理

### 代表的なメニュー
- ボロネーゼ（ミートソース）
- カルボナーラ
- ヴォンゴレ
- ペスカトーレ
- ペペロンチーノ（アーリオ・オリオ・ペペロンチーノ）
- ジェノヴェーゼ
- プッタネスカ
- アラビアータ
- イカスミスパゲッティ（ネーロ）
- ビーゴリ・イン・サルサ（it:Bigoli con le sardelle）

- ボロネーゼ
- カルボナーラ
- ヴォンゴレ
- ペペロンチーノ
- プッタネスカ
- アラビアータ
- ネーロ
- ビーゴリ・イン・サルサ

### 和風スパゲッティ
- ナポリタン
- たらこスパゲッティ（明太子スパゲッティ）
- 和風きのこスパゲッティ
- 納豆スパゲティ
- あんかけスパゲッティ（名古屋）
- しょうゆマヨスパゲティ

- ナポリタン
- たらこスパゲッティ
- 和風きのこスパゲッティ
- 納豆スパゲッティ
- あんかけスパゲッティ
- 鉄板スパゲッティ

現代の日本料理としてはツナ缶、たらこ、辛子明太子、海苔、山菜、納豆、大根おろし、シソなどを使ったり、醤油などで和風の味付けをしたりしたスパゲッティ料理が広く親しまれ、和風スパゲッティと呼ばれている。

### 調理済み製品
欧米ではパスタにソースがからめられた状態での缶詰が古くから販売されており非常に一般的だが、日本では人気がなくほとんど見かけることはない。
缶詰や瓶詰めの市販ソースは国産、輸入ともに多数販売されており、スパゲッティとソースをセットにした商品もある。種類もミートソースとナポリタンを筆頭に、和風なものからイタリア風なものまで多岐にわたる。
近年では冷凍食品の品揃えも充実しており、またレトルトパウチに入った常温保存の効く商品もコンビニエンスストアを中心に販売されている。また、即席麺でも「日清Spa王」（日清食品）のような商品が販売されていた。

## 日本におけるスパゲッティの歴史
日本で初めての国産スパゲッティ「ボルカノ」は、兵庫県尼崎市南塚口町3丁目（現在のピッコロシアターの地）にあった高橋マカロニ（髙橋胖）によって1928年に製造された。この商品名は髙橋胖がイタリアでスパゲッティに出会った時に見たヴェスヴィオ火山にちなんでおり、当時は「スパゲッチ」と称した（現在は日本製麻株式会社ボルカノ食品事業部）。
スパゲッティは、第二次世界大戦後の1945年から1952年までの連合国軍占領下の日本において、進駐軍の糧食を通して広く知られるようになった。大量生産の軍用食であるため、あらかじめゆでた麺をトマトソースやトマトケチャップで味付けしたものが主流だった。1953年当時の東京でスパゲッティが食べられる店は帝国ホテルと、米国CIA東京支局初代局長のポール・ブルームが自邸の元料理人に開かせた田村町（現在の西新橋）のHole in the Wall（「壁の穴」の前身）など3軒ほどしかなく、帝国ホテルでは960円、Hole in the Wallでは100円で提供された。同店は、手頃な価格とオーダーボイル（注文後に麺をゆでる）とアルデンテ（歯ごたえを残す）を提供したことにより、在日外国人客や海外通に支持された。1960年代には広く一般家庭でも料理されるようになったが、当時は大都市部を除けばまだイタリア料理を出す店がなく、本格的な食材の入手も容易ではなかった。この頃に誕生したのがバジルの代わりにシソの葉を用いた「スパゲッティ・バジリコ」である。オリーブオイルや生バジルが手に入らない中で編み出された苦肉の策であったが、当時としては斬新でおしゃれなメニューとして流行の先端を行く若者たちの憧れの的となった。
当時の国産スパゲッティはデュラム小麦のセモリナではなく一般的な強力粉で作られており、また麺はゆで置きが主流であった（ゆでるときに入れる食塩もほんのひとつまみであったため、麺自体にはほとんど味もコシも効いていないが、当時はむしろそのような方が好まれたようである）。また、日本の学校給食ではレトルトのうどんのようなソフト麺もよく使用された。ナポリタン、イタリアンなどと称されるケチャップ炒めスパゲティが昭和の風物として人気を得ている。
1970年ごろまでの日本においてスパゲッティといえば基本的にミートソースかナポリタンの二択であり洋食屋や喫茶店、デパートの大食堂などで提供されるものであった（伊丹十三は、1968年に刊行されたエッセイ集『女たちよ!』において、「スパゲティは断じて、炒めうどん（焼きうどん）ではない」と書いている 
。しかし日本万国博覧会を期に多種多様な外国料理が紹介されるようになり、1970年代の後半に入ると円高の影響で外国製のパスタが安価に輸入されるようになった。またこの頃から、壁の穴が発明したたらこスパゲッティ（明太子スパゲッティ）や納豆スパゲッティといった和風スパゲッティ、さらにはボンゴレ、ペスカトーレといった新しいメニューが雑誌などを通して紹介されるようになった。さらに1980年代後半に始まるバブル期には「イタメシブーム」が起こり、本場イタリア風のさまざまなパスタ料理が紹介されるようになった。そして1990年代半ば頃には家庭での調理や冷凍食品も本場イタリアの調理法を踏襲するものとなり、また前述のような和風パスタも一般家庭に浸透していった。
地方で考案され、ご当地グルメとして根付いたスパゲッティ料理も数種類ある。「あんかけスパゲッティ」（愛知県）や、熱した鉄板の上にスパゲッティと豚カツをのせてミートソースをかけた「スパカツ」（北海道釧路市）、アサリの煮汁の旨味に着目したスープ系パスタ「ボンゴレスープスパゲッティ」（群馬県高崎市）などが代表例である。

## 物理
スパゲッティを両端から曲げると高確率で3本以上に分割されることが経験上知られていたが、理由についてはリチャード・P・ファインマンなどの物理学者が取り組んだものの長らく不明のままだった。この現象を研究したフランスにあるピエール・アンド・マリー・キュリー大学の研究者は2006年のイグノーベル賞物理学賞を受賞している。さらに2018年に米国マサチューセッツ工科大学の研究者らが、捻ることで2つに折れると明らかにした。

## 派生語・比喩表現
- 空飛ぶスパゲッティ・モンスター教

スパゲッティの絡まった様子から
スパゲティプログラム - ごちゃごちゃに書かかれて可読性を損なうコンピュータープログラム。
スパゲティー・ジャンクション - 多数の路線が入り乱れて複雑な構造となったジャンクション・インターチェンジ。
スパゲッティ症候群（spaghetti syndrome） - 人工呼吸器や点滴、尿道バルーンなどの管、脈拍や血圧を調べるためのチューブ類を何本も体に付け、ほとんど意識のないまま長期間にわたってベッドに寝かされている状態の比喩。日本は高額療養費制度があるために医療費自己負担よりも、長期間入院中に貰える年金の金額の方が多い。そのため、お金のために無理矢理延命させる家族が少なくない問題がある。類語に「寝たきり大黒柱」という表現がある。
スパゲティボウル現象 - 自由貿易協定（FTA）の問題点をスパゲッティが入ったボウルに例えて表現した経済学の概念。
スパゲッティの細長い様子から
スパゲッティ化現象 -  常に強く不均一な重力場によって、物体が垂直方向への引き延ばしおよび水平方向の圧縮を受け、スパゲッティのように細長い形状になる現象。